# الهيئة المصرية العامة لحماية الشواطئ
الهيئة المصرية العامة لحماية الشواطئ هي هيئة حكومية مصرية تابعة لوزارة الموارد المائية والري، أنشأت بقرار رئيس جمهورية مصر العربية رقم 261 لسنة 1981، تعمل في مجال هندسة الشواطئ وكذلك تخطيط وتنفيذ مشروعات حماية الشواطئ المصرية المطلة على البحرين الأحمر والمتوسط التي تتعرض لمشاكل النحر نتيجة ارتفاع منسوب البحار الناتج عن الاحتباس الحراري، وتطبيق نظم التحكم في مياه نهر النيل الذى أدى إلى الحد من معدلات الترسيب في منطقة الدلتا.

## التشريعات المُنظمة
- قرار رئيس الجمهورية رقم 261 لسنة 1981 بإنشاء الهيئة المصرية العامة لحماية الشواطئ.[4]
- قانون البيئة رقم 4 لسنة 1994 ولائحته التنفيذية وتعديلاته.[5]
- قرار رئيس مجلس الوزراء 1599 لسنة 2006.[6]
- قرار رئيس مجلس الوزراء رقم 2299 لسنة 2016.[7]
- قرار وزير الموارد المائية والري رقم 920 لسنة 2016.
- قانون الموارد المائية والري رقم 147 لسنة 2021 ولائحته التنفيذية.[8]

## المهام
- وضع مخططات مشروعات حماية الشواطئ والقيام بأعمال الدراسات والبحوث الفنية والتصميم للمشروعات المقترحة.
- وضع الأسس اللازمة للمنشآت التي تقام على الشواطئ وما يتطلبه ذلك من إجراء المسح الشامل للشواطئ.
- تنفيذ الأعمال اللازمة لحماية الشواطئ من خلالها ومتابعة ومراقبة الأعمال التنفيذية وكذلك أعمال الصيانة الخاصة بها.
- القيام من خلال اللجنة العليا للتراخيص بتنظيم أعمال الإنشاءات بالمناطق الساحلية بما يضمن أمان المناطق الساحلية.

## وصلات خارجية
- الموقع الرسمي للهيئة.
- الصفحة الرسمية للهيئة على موقع فيس بوك.